# Admiralty Bay (Bequia)
Admiralty Bay ist eine Bucht auf der Westindischen Insel Bequia, die zum Inselstaat St. Vincent und die Grenadinen in der Karibik gehört.

## Geographie
Die Bucht liegt im Westen der Insel zwischen Point Peter im Norden und der Landzunge, die den südlichen Abschluss der Insel bildet. Die Bucht zieht sich weit ins Inselinnere und ist ein beliebter Ankerplatz. Am Ufer liegen die Ortschaften Hamilton, Port Elizabeth, Belmont, Retreat, Lower Bay und Diamond (von Nord nach Süd) mit den Kleinbuchten Rocky Bay, Belmont Beach, Princess Point, Princess Margaret Bay, Lawler Point und Tony Gibbons Beach, sowie Lower Bay. Im Süden läuft die Küste weit nach Westen über Belle Point und Flat Point mit einer steilen Küste bis zur Upper Bight.
Von Lower Bay im Süden der Bucht bis zur Friendship Bay an der Südküste der Insel ist es kaum 1 km, eine Schmalstelle der Insel.